# El Triunfo (Ecuador)
El Triunfo es una ciudad ecuatoriana; cabecera del cantón homónimo, así como la octava urbe más grande y poblada de la Provincia de Guayas. Se localiza al centro de la región litoral del Ecuador, en una extensa llanura, atravesada por los ríos Verde y Bulubulu, a una altitud de 44 m s. n. m. y con un clima lluvioso tropical de 22,6 °C en promedio.
En el censo de 2022 tenía una población de 41.042 habitantes, lo que la convierte en la trigésima novena ciudad más poblada del país. La ciudad es el núcleo del área súper metropolitana La Troncal-El Triunfo, junto con la vecina ciudad de La Troncal, que pertenece a la Provincia de Cañar; la conurbación está constituida además por ciudades y parroquias rurales cercanas. El conglomerado alberga a más de 90.000 habitantes.
Sus orígenes datan de inicios del siglo XX. Desde su parroquialización, la localidad ha presentado un acelerado crecimiento demográfico, debido a su ubicación geográfica, hasta establecer un poblado urbano, que sería posteriormente,uno de los principales núcleos urbanos del este de la provincia. Es uno de los más importantes centros administrativos, económicos, financieros y comerciales del este de Guayas. Las actividades principales de la ciudad son el comercio, la agricultura y la ganadería.

## Toponimia
Antiguamente se lo conocía como Boca de los Sapos, según la historia contada por pobladores, el cambio de nombre se debe a que en la campaña presidencial de 1960, el Dr. José María Velasco Ibarra llegó a la "Boca de los Sapos" y sus entusiastas partidarios gritaban emocionados: "Los Sapos con Velasco" o "Velasco con los Sapos", lo cual no le gustó de ninguna manera al candidato, que en discurso expresó:

"Cuanta sinceridad veo en vuestro rostro, sois gente buena y generosa, como estoy seguro de que voy a llegar al poder, cuando sea Presidente este lindo pueblo ya no se va a llamar "Boca de los Sapos", sino "El Triunfo", porque vuestro voto me va a dar el triunfo.

Estos tramos de historia también podemos encontrarlos en los libros gracias al reconocido escritor y periodista Carlos Bejarano quien ya ha lanzado a la venta dos de sus tres tomos de toda la historia desde sus inicios hasta la actualidad, donde se pueden encontrar imágenes, documentales, entre otros que aportaran conocimiento y sabiduría no solo para los estudiantes sino también para los turistas que visitan al cantón.

## Historia
El Triunfo obtuvo su cantonización debido al esfuerzo y decisión de un grupo de pobladores que buscaban la superación y separación del cantón Yaguachi. La Cámara Nacional de Representantes, presidida por Gary Esparza Fabiani, expide la Ley de Creación del cantón El Triunfo. Es el XIII cantón en creación, con fecha del 25 de agosto de 1983. Publicado en el Registro Oficial del 22 de septiembre del mismo año, siendo presidente Oswaldo Hurtado Larrea.

## Clima
De acuerdo con la clasificación climática de Köppen, El Triunfo experimenta un clima monzónico (Am), el cual se caracteriza por las temperaturas altas y constantes lluvias durante todo el año. Debido a que las estaciones del año no son sensibles en la zona ecuatorial, no obstante, su proximidad al océano Pacífico hace que las corrientes de Humboldt (fría) y de El Niño (cálida) marquen dos períodos climáticos bien diferenciados: un pluvioso y cálido invierno, que va de diciembre a junio, y un "verano" ligeramente más fresco y seco, entre julio y noviembre. 
Su temperatura promedio anual es de 21,1 °C; con un promedio de 21,9 °C, abril es el mes más cálido, mientras agosto es el mes más frío, con 20,3 °C en promedio. Es un clima isotérmico por sus constantes precipitaciones durante todo el año (amplitud térmica anual inferior a 2 °C entre el mes más frío y el más cálido), si bien la temperatura real no es extremadamente alta, la humedad hace que la sensación térmica se eleve hacia los 35 °C o más. En cuanto a la precipitación, goza de lluvias abundantes y regulares siempre superiores a 4900 mm por año; hay una diferencia de 337 mm de precipitación entre los meses más secos y los más húmedos; julio (22 días) tiene los días más lluviosos por mes en promedio, mientras la menor cantidad de días lluviosos se mide en noviembre (19 días). La humedad relativa también es constante, con un promedio anual de 92,2%. 
| Parámetros climáticos promedio de El Triunfo, Ecuador | Parámetros climáticos promedio de El Triunfo, Ecuador | Parámetros climáticos promedio de El Triunfo, Ecuador | Parámetros climáticos promedio de El Triunfo, Ecuador | Parámetros climáticos promedio de El Triunfo, Ecuador | Parámetros climáticos promedio de El Triunfo, Ecuador | Parámetros climáticos promedio de El Triunfo, Ecuador | Parámetros climáticos promedio de El Triunfo, Ecuador | Parámetros climáticos promedio de El Triunfo, Ecuador | Parámetros climáticos promedio de El Triunfo, Ecuador | Parámetros climáticos promedio de El Triunfo, Ecuador | Parámetros climáticos promedio de El Triunfo, Ecuador | Parámetros climáticos promedio de El Triunfo, Ecuador | Parámetros climáticos promedio de El Triunfo, Ecuador |
| Mes                                                   | Ene.                                                  | Feb.                                                  | Mar.                                                  | Abr.                                                  | May.                                                  | Jun.                                                  | Jul.                                                  | Ago.                                                  | Sep.                                                  | Oct.                                                  | Nov.                                                  | Dic.                                                  | Anual                                                 |
| ----------------------------------------------------- | ----------------------------------------------------- | ----------------------------------------------------- | ----------------------------------------------------- | ----------------------------------------------------- | ----------------------------------------------------- | ----------------------------------------------------- | ----------------------------------------------------- | ----------------------------------------------------- | ----------------------------------------------------- | ----------------------------------------------------- | ----------------------------------------------------- | ----------------------------------------------------- | ----------------------------------------------------- |
| Temp. máx. media (°C)                                 | 23.6                                                  | 23.9                                                  | 24.2                                                  | 24.3                                                  | 23.8                                                  | 23.1                                                  | 22.8                                                  | 23.0                                                  | 23.3                                                  | 23.3                                                  | 23.3                                                  | 23.5                                                  | 23.5                                                  |
| Temp. media (°C)                                      | 21.2                                                  | 21.6                                                  | 21.9                                                  | 21.9                                                  | 21.6                                                  | 20.8                                                  | 20.4                                                  | 20.3                                                  | 20.5                                                  | 20.6                                                  | 20.7                                                  | 21.1                                                  | 21.1                                                  |
| Temp. mín. media (°C)                                 | 19.8                                                  | 20.2                                                  | 20.4                                                  | 20.5                                                  | 20.1                                                  | 19.3                                                  | 18.7                                                  | 18.4                                                  | 18.6                                                  | 18.8                                                  | 19.0                                                  | 19.6                                                  | 19.5                                                  |
| Precipitación total (mm)                              | 493                                                   | 523                                                   | 606                                                   | 542                                                   | 495                                                   | 323                                                   | 283                                                   | 269                                                   | 328                                                   | 343                                                   | 311                                                   | 420                                                   | 4936                                                  |
| Días de precipitaciones (≥ 1.0 mm)                    | 22                                                    | 20                                                    | 22                                                    | 21                                                    | 22                                                    | 21                                                    | 22                                                    | 22                                                    | 21                                                    | 21                                                    | 19                                                    | 21                                                    | 254                                                   |
| Horas de sol                                          | 124                                                   | 114.8                                                 | 145.7                                                 | 150                                                   | 151.9                                                 | 150                                                   | 161.2                                                 | 164.3                                                 | 144                                                   | 139.5                                                 | 129                                                   | 130.2                                                 | 1704.6                                                |
| Humedad relativa (%)                                  | 93                                                    | 93                                                    | 93                                                    | 93                                                    | 93                                                    | 92                                                    | 91                                                    | 90                                                    | 91                                                    | 92                                                    | 92                                                    | 93                                                    | 92.2                                                  |
| Fuente: Climate-data.org                              |                                                       |                                                       |                                                       |                                                       |                                                       |                                                       |                                                       |                                                       |                                                       |                                                       |                                                       |                                                       |                                                       |

## Política
Territorialmente, la ciudad de El Triunfo está organizada en una única parroquia urbana, que abarca el aérea total del Cantón El Triunfo. El término "parroquia" es usado en el Ecuador para referirse a territorios dentro de la división administrativa municipal.
La ciudad y el cantón El Triunfo, al igual que las demás localidades ecuatorianas, se rige por una municipalidad según lo previsto en la Constitución de la República. El Gobierno Autónomo Descentralizado Municipal de El Triunfo, es una entidad de gobierno seccional que administra el cantón de forma autónoma al gobierno central. La municipalidad está organizada por la separación de poderes de carácter ejecutivo representado por el alcalde, y otro de carácter legislativo conformado por los miembros del concejo cantonal.
La Municipalidad de El Triunfo, se rige principalmente sobre la base de lo estipulado en los artículos 253 y 264 de la Constitución Política de la República y en la Ley de Régimen Municipal en sus artículos 1 y 16, que establece la autonomía funcional, económica y administrativa de la Entidad.

### Alcaldía
El poder ejecutivo de la ciudad es desempeñado por un ciudadano con título de Alcalde del Cantón El Triunfo, el cual es elegido por sufragio directo en una sola vuelta electoral, sin fórmulas o binomios en las elecciones municipales. El vicealcalde no es elegido de la misma manera, ya que una vez instalado el Concejo Cantonal se elegirá entre los ediles un encargado para aquel cargo. El alcalde y el vicealcalde duran cuatro años en sus funciones, y en el caso del alcalde, tiene la opción de reelección inmediata o sucesiva. El alcalde es el máximo representante de la municipalidad y tiene voto dirimente en el concejo cantonal, mientras que el vicealcalde realiza las funciones del alcalde de modo suplente mientras no pueda ejercer sus funciones el alcalde titular.
El alcalde cuenta con su propio gabinete de administración municipal mediante múltiples direcciones de nivel de asesoría, de apoyo y operativo. Los encargados de aquellas direcciones municipales son designados por el propio alcalde. Actualmente, la Alcaldesa de El Triunfo es Mabel Tenezaca, elegido para el periodo 2023 - 2027.

### Concejo cantonal
El poder legislativo de la ciudad es ejercido por el Concejo Cantonal de El Triunfo el cual es un pequeño parlamento unicameral que se constituye al igual que en los demás cantones mediante la disposición del artículo 253 de la Constitución Política Nacional. De acuerdo a lo establecido en la ley, la cantidad de miembros del concejo representa proporcionalmente a la población del cantón.
El Triunfo posee 5 concejales, los cuales son elegidos mediante sufragio (Sistema D'Hondt) y duran en sus funciones cuatro años pudiendo ser reelegidos indefinidamente. El alcalde y el vicealcalde presiden el concejo en sus sesiones. Al recién instalarse el concejo cantonal por primera vez los miembros eligen de entre ellos un designado para el cargo de vicealcalde de la ciudad.

## Transporte
El transporte público es el principal medio transporte de los habitantes de la ciudad, tiene un servicio de bus público urbano en expansión. El sistema de bus no es amplio y está conformado por pocas empresas de transporte urbano. La tarifa del sistema de bus es de 0,30 USD, con descuento del 50% a grupos prioritarios (menores de edad, adultos mayores, discapacitados, entre otros). Además existen los buses interparroquiales e intercantonales para el transporte a localidades cercanas.
Gran parte de las calles de la ciudad están asfaltadas o adoquinadas, aunque algunas están desgastadas y el resto de calles son lastradas, principalmente en los barrios nuevos que se expanden en la periferia de la urbe.

#### Avenidas importantes
- 8 de abril
- Bolívar
- 9 de octubre
- Río Verde
- 12 de agosto

## Economía
Su fértil suelo acoge una gran producción agropecuaria, siendo su principal producto la caña de azúcar, con 22.000 hectáreas de cultivos que abastecen a los Ingenios La Troncal "Aztra", San Carlos, Valdez y La Familiar. Además cultiva 12.000 hectáreas de banano y 6.000 de arroz en sus recintos, entre los que sobresalen: Río Ruidoso, Payo, La Unión, Santa Marta, zulema, El Piedrero, El Achiote, Río Verde, Estero Claro y Pueblo Nuevo.

## Medios de comunicación
Periódico Impacto, único medio escrito con más de 27 años de trayectoria

La ciudad posee una red de comunicación en continuo desarrollo y modernización. En la ciudad se dispone de varios medios de comunicación como prensa escrita Periódico Impacto, radio, televisión, telefonía, Internet y mensajería postal.
- Telefonía: Si bien la telefonía fija se mantiene aún con un crecimiento periódico, esta ha sido desplazada muy notablemente por la telefonía celular, tanto por la enorme cobertura que ofrece y la fácil accesibilidad. Existen 3 operadoras de telefonía fija, CNT (pública), TVCABLE y Claro (privadas) y cuatro operadoras de telefonía celular, Movistar, Claro y Tuenti (privadas) y CNT (pública).

- Radio: Dentro de esta lista se menciona una gran cantidad de sistemas radiales de transmisión nacional y local e incluso de provincias vecinas.

- Medios televisivos: La mayoría son nacionales, aunque se ha incluido canales locales recientemente. El apagón analógico se estableció para el 31 de diciembre de 2023.[5]

## Deporte
La Liga Deportiva Cantonal de El Triunfo es el organismo rector del deporte en todo el Cantón El Triunfo y por ende en la urbe se ejerce su autoridad de control. El deporte más popular en la ciudad, al igual que en todo el país, es el fútbol, siendo el deporte con mayor convocatoria. Actualmente existen dos equipos de fútbol de la ciudad, activos en la Asociación de Fútbol Profesional del Cañar, que participa en el Campeonato Provincial de Segunda Categoría de Cañar, pese a no pertenecer a aquella provincia. Al ser una localidad pequeña en la época de las fundaciones de los grandes equipos del país, El Triunfo carece de un equipo simbólico de la ciudad, por lo que sus habitantes son aficionados en su mayoría de los clubes guayaquileños: Barcelona Sporting Club y Club Sport Emelec. 
El principal recinto deportivo para la práctica del fútbol es el Estadio de la Liga Deportiva Cantonal de El Triunfo. Es usado mayoritariamente para la práctica del fútbol, ya que los clubes triunfenses como el Triunfo City hacen de locales en este escenario deportivo. Tiene capacidad para 800 espectadores. El estadio es sede de distintos eventos deportivos a nivel local, así como es escenario para varios eventos de tipo cultural, especialmente conciertos musicales.